# Martijn Maaskant
Martijn Maaskant (Zuidland, 27 juli 1983) is een Nederlands voormalig wielrenner. Zijn bijnaam luidt Rocky on the Bike.

## Biografie
Maaskants professionele wielerloopbaan begon in 2003 bij Van Vliet-EBH-Gazelle, wat één jaar later veranderde in Van Vliet-EBH Advocaten. Hier was hij goed voor onder meer een ritzege in Olympia's Tour in zijn debuutjaar.
Maaskants talent werd opgemerkt door de Rabobankploeg, dat de Zuidlander in 2006 binnengehaalde binnen het Rabobank Continental Team.
In 2006 won hij onder meer een etappe in de Ronde van Normandië en werd hij tweede in de Hel van het Mergelland. In zijn tweede jaar als lid van het Rabobank Continental Team boekte Maaskant progressie met onder meer etappe-overwinningen in Olympia's Tour, het Circuito Montañes, het eindklassement van de Ronde van Normandië en de overwinning in de Ronde van Drenthe. Door zijn prestaties stond Maaskant even bovenaan de ranglijst van de UCI Europe Tour, een van de continentale circuits van de UCI binnen het wielrennen.
Maaskant brak definitief door begin 2008. Rijdend voor de Amerikaanse pro-continentale ploeg Slipstream, werd hij dat jaar twaalfde in de Ronde van Vlaanderen en zeven dagen later vierde in Parijs-Roubaix, te midden van de gevestigde rijders van de ProTour-teams. Ook reed hij voor Slipstream in 2008 zijn eerste Tour.
In 2011 kwam Maaskant hard ten val in de rittenkoers Parijs-Nice en brak hierbij zeven ribben, waardoor hij het hele voorjaar niet meer kon koersen.
In 2014 kwam Maaskant uit voor Unitedhealthcare Professional Cycling Team. Na het seizoen 2014 kondigde Maaskant zijn afscheid van het professionele wielrennen aan in verband met aanhoudende fysieke problemen die hij ondervond sinds zijn val in Parijs-Nice van 2011.

## Overwinningen
2003
- 3e etappe Olympia's Tour

2005
- 2e etappe Ronde van Antwerpen

2006
- 3e etappe Ronde van Normandië

2007
- Eindklassement Ronde van Normandië
- Ronde van Drenthe
- 1e etappe Olympia's Tour
- 4e etappe Ronde van Lotharingen
- 3e etappe Circuito Montañes

2009
- 1e etappe Ronde van Qatar (Ploegentijdrit met Bradley Wiggins, Hans Dekkers, William Frischkorn, Kilian Patour, Michael Friedman, Huub Duyn, Ricardo van der Velde)

## Belangrijkste Ereplaatsen
2008
- 4e in Monte Paschi Eroica
- 4e in Parijs-Roubaix

2009
- 4e in Ronde van Vlaanderen
- 7e in Driedaagse van De Panne
- 14e etappe Ronde van Frankrijk 2009 - meest strijdlustige renner (rood rugnummer)

2011
- 7e in Omloop Het Nieuwsblad

## Resultaten in voornaamste wedstrijden
| Jaar | Ronde van Italië | Ronde van Frankrijk | Ronde van Spanje |
| ---- | ---------------- | ------------------- | ---------------- |
| 2008 |                  | 134e                |                  |
| 2009 |                  | 98e                 | 135e             |
| 2010 |                  | 139e                |                  |
| 2011 |                  |                     |                  |
| 2012 |                  |                     | 150e             |
| 2013 |                  |                     |                  |
| 2014 |                  |                     |                  |

| Jaar | Milaan-San Remo | Gent-Wevelgem | Ronde van Vlaanderen | Parijs-Roubaix | Amstel Gold Race | Parijs-Tours | Omloop Het Nieuwsblad |  | Wereldranglijsten |
| ---- | --------------- | ------------- | -------------------- | -------------- | ---------------- | ------------ | --------------------- |  | ----------------- |
| 2008 |                 |               | 12e                  | 4e             | 75e              | 166e         |                       |  |                   |
| 2009 |                 |               | 4e                   | 98e            | 89e              | 50e          | 48e                   |  | 71e (UWK)         |
| 2010 |                 | 107e          | 90e                  | 22e            |                  |              | 121e                  |  | 215e (UWK)        |
| 2011 |                 |               |                      |                |                  |              | 7e                    |  |                   |
| 2012 |                 |               |                      |                |                  |              | 108e                  |  |                   |
| 2013 |                 |               | 72e                  | 73e            |                  |              |                       |  |                   |
| 2014 | 38e             |               |                      | 81e            |                  |              |                       |  |                   |